# Szentlélek Szolgálói Missziós Nővérek
A Szentlélek Szolgálói Missziós Nővérek egy római katolikus női szerzetesrend, melyet  Szent Arnold Janssen Boldog Helena Maria Stollenwerkkel és Boldog Josepha Hendrina Stenmannssal hozott létre 1889-ben, a hollandiai Steylben. A Verbita rend női ágának tekinthető.

## A rend céljai
Céljuk minden nemzetnek hirdetni a Szentháromság egy Isten megváltó szeretetét. Ez alapján a rend alapja és célja a misszió. A misszióban, mint nevelők, tanárok, hitoktatók, ápolónők, szülésznők, lelkipásztori kisegítők és szociális munkások vesznek részt. A rendnek számos kórháza, iskolája, de több olyan telepe is van, ahol leprásokat ápolnak. 
A 21. században kifejezetten nyitottak a HIV és AIDS betegek ápolása irányába. 
2013-as adat szerint 3000 nővér tevékenykedik a világ 47 országában.

## Magyarországon
A rend Magyarországon is működik. Címe: Szentlélek Szolgálói Missziós Nővérek, 1223 Budapest, Völgy u. 9.

## Fordítás
- Ez a szócikk részben vagy egészben  a   Missionary Sisters Servants of the Holy Spirit című angol Wikipédia-szócikk fordításán alapul.  Az eredeti cikk szerkesztőit annak laptörténete sorolja fel. Ez a jelzés csupán a megfogalmazás eredetét és a szerzői jogokat jelzi, nem szolgál a cikkben szereplő információk forrásmegjelöléseként.